# Río Gastona
Río Gastona är ett vattendrag i Argentina.   Det ligger i provinsen Tucumán, i den norra delen av landet, 1 000 km nordväst om huvudstaden Buenos Aires. Río Gastona ligger vid sjön Rio Hondo Reservoir.
Runt Río Gastona är det ganska glesbefolkat, med 27 invånare per kvadratkilometer.